# Urs Fischer (football)
Pour les articles homonymes, voir Urs Fischer et Fischer.
Urs Fischer, né le 20 février 1966 à Triengen, est un footballeur international suisse devenu entraîneur. Après avoir passé une grande partie de sa carrière au FC Zurich, il devient entraîneur du FC Bâle en 2015 et ce jusqu'en 2017. En 2018, il est nommé entraîneur du 1. FC Union Berlin et est à la tête de ce club jusqu'en novembre 2023.

## Biographie

### Carrière de joueur
Né dans le canton de Lucerne, Urs Fischer joue dans les équipes juniors du FC Zurich dès l'âge de 7 ans. Il joue son premier match avec l'équipe professionnelle en 1984, à l'âge de 18 ans. 
Il joue ensuite au FC Saint-Gall de 1987 à 1995, puis retourne au FC Zurich, club avec lequel il remporte la Coupe de Suisse en tant que capitaine en 2000. Avec 534 parties jouées entre 1984 et 2003, Fischer est le deuxième joueur à avoir disputé le plus de match en première division du championnat de Suisse derrière Philippe Perret.
Il reçoit par ailleurs 4 sélections en équipe de Suisse entre 1989 et 1990. Il joue son premier match en équipe nationale le 13 décembre 1989 face à l'équipe d'Espagne et son dernier le 2 juin 1990 contre les États-Unis.

### Carrière d'entraîneur
Urs Fischer entraîne les équipes juniors du FC Zurich de 2003 à 2010, puis la première équipe de 2010 à 2012. Il est ensuite entraîneur du FC Thoune de 2013 à 2015, et est nommé meilleur entraîneur suisse de l'année 2014,. 
En 2015, il devient entraîneur du FC Bâle. Il y remporte le championnat en 2016 et 2017 et la Coupe de Suisse en 2017.
En 2018, il est nommé entraîneur du 1. FC Union Berlin. Il quitte le club d'un « commun accord » avec sa direction en novembre 2023.

## Palmarès

### En club
En tant qu'entraîneur du FC Bâle, Urs Fischer est champion de Suisse en 2016 et 2017. Il remporte également la Coupe de Suisse en 2017.